# Chiesa di San Michele a Luicciana
La chiesa di San Michele a Luicciana si trova nel comune di Cantagallo, in provincia e diocesi di Prato.
Sorge sul piccolo rilievo dominante l'abitato, probabilmente nell'area di uno scomparso castello del XII secolo.
Documentata dal Duecento, fu ampliata ai primi del XVIII secolo e notevolmente trasformata intorno al 1760; questi interventi hanno conferito agli interni, ornati da altari, nicchie e confessionali, un aspetto garbato e unitario.
L'altare della Madonna del Rosario ospita una statua vestita della Madonna col Bambino, settecentesca, uno dei pochi esempi rimasti di un tipo di immagine un tempo assai diffusa.